# Musée EDF Hydrélec
Le musée EDF Hydrélec est un musée situé route du lac à Vaujany dans le canton du Bourg-d'Oisans et la communauté de communes de l'Oisans
L'idée de sa création remonte les années 1980 au moment de la construction de la centrale hydroélectrique de Grand’Maison. Afin de répondre à la curiosité des visiteurs, Électricité de France (EDF), à l'origine de cette idée, décide de bâtir un centre d’interprétation.

## Historique
Le Musée EDF Hydrélec a ouvert ses portes durant l'année 1988 à la suite du chantier de construction de la centrale hydroélectrique de Grand'Maison, afin d'expliquer au public le fonctionnement de cette nouvelle installation et d'exposer le matériel et les machines utilisés avant la modernisation des différentes centrales.
En 2005, EDF décide de confier la gestion du musée à l'« Association pour le Développement du Musée EDF Hydrélec » (ADMH), constituée de représentants des métiers de la culture et du tourisme, d'élus locaux et d'agents EDF.

## Présentation et expositions
Le Musée EDF Hydrélec est labellisé musée de France et il présente des collections uniques en provenance de l'Arc Alpin et datant des XIXe siècle et XXe siècle. Un parcours scénographique rend hommage aux scientifiques , ingénieurs et techniciens ou manœuvres qui ont participé à la création des centrales hydroélectriques et des barrages.
Dans le cadre de la Fête de la science organisée en octobre 2022, le musée EDF-Hydrélec a proposé une animation ludique intitulée : « Qui a volé la lumière ? ».

## Accès

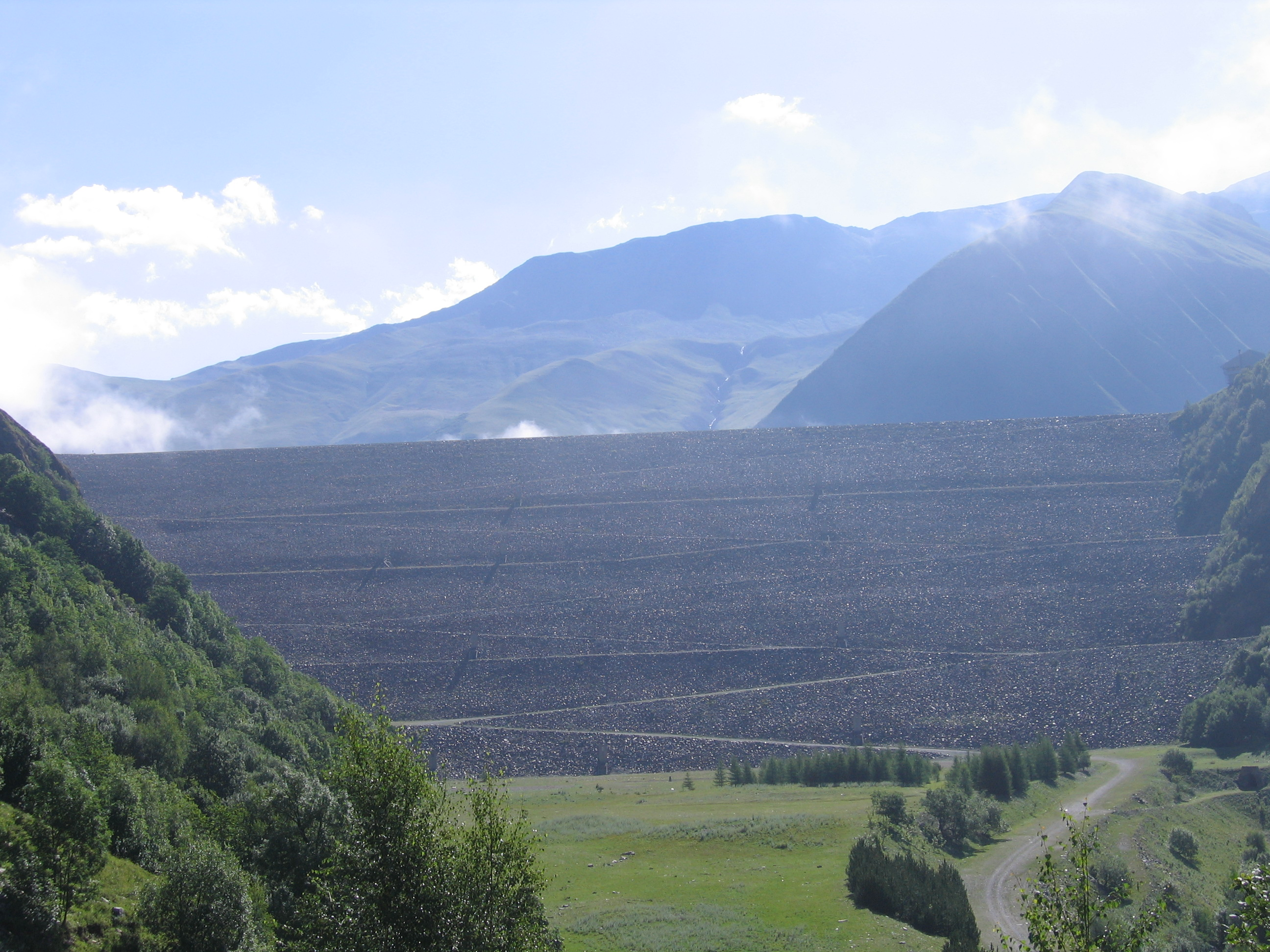
Barrage de Grand'Maison

Le Musée EDF Hydrélec est situé sur le territoire de la commune de Vaujany, dans le département de l’Isère, au cœur du massif l’Oisans. Selon les références toponymiques fournies par le site géoportail de l'Institut géographique nationalLe site est plus précisément installé près du barrage de Grand'Maison et du lac du Verney.
Il est desservi par la RD526, ancienne route nationale 526 qui reliait Saint-Jean-de-Maurienne à Clelles par la RN1091 qui permet également de rejoindre l'agglomération de Grenoble.
En juin 2022, une nouvelle navette Trans’Oisans, est mise en circulation et permet de relier Vaujany et son Musée Hydrélec au Verney  à la commune nouvelles des Deux Alpes (Venosc) après avoir traversé la plaine de l’Oisans.